# Karl-Heinz Strehlke
Karl-Heinz Strehlke (* 29. Dezember 1924  in Seelze; † 9. Juli 2014) war ein deutscher Realschullehrer, Schuldirektor, Kommunalpolitiker, Bürgermeister von Garbsen und Autor.

## Leben
Karl-Heinz Strehlke wurde zur Zeit der Weimarer Republik im Jahr 1924 in Seelze geboren, wo er die Realschule besuchte, anschließend die Aufbauschule in Wunstorf. Noch als Jugendlicher zog er zur Zeit des Nationalsozialismus am 2. Januar 1937 in den Ort Garbsen, wo er anfangs am Kampweg wohnte, ab 1962 dann am Pottbergsweg.
Nach seinem Abitur in Garbsen wirkte Strehlke zunächst als Soldat der Deutschen Marine, bevor er sein Studium der Pädagogik durchlief. Nachdem er anfangs als Lehrer in Havelse und Stöcken gearbeitet hatte, übernahm er zum Dezember 1965 in Garbsen die Stellung als Rektor der Grundschule Saturnring, die schon Mitte der 1960er Jahre als sozialer Brennpunkt galt durch den höchsten Ausländeranteil der Garbsener Grundschulen mit 33,7 Prozent. Doch der Lehrer und Schulrektor verstand es in außergewöhnlicher Weise, Pestalozzis pädagogischen Anspruch „Erziehung mit Kopf, Herz und Hand“ in die Tat umzusetzen: Als der von Schülern, Eltern und Kollegen geachtete Strehlke nach 22 Jahren Dienst im Februar 1987 in den Ruhestand wechselte, schrieb ihm einer seiner Schüler in einem Brief: „Lieber Herr Strehlke ich wünsche mir, dass Sie mein Vater wären.“
Jahrzehnte zuvor hatte sich Karl-Heinz Strehlke in der Sozialdemokratischen Partei Deutschlands (SPD) engagiert und wurde am 26. Oktober 1964 in den Rat der Gemeinde Garbsen gewählt. Dort war er Mitglied im Verwaltungs- sowie im Kulturausschuss. Den Versuchen von Hannover, Garbsen als Stadtteil in die niedersächsische Landeshauptstadt einzugemeinden, widersetzte sich Strehlke und betrieb stattdessen den Zusammenschluss der Gemeinden Garbsen und Havelse zu einer eigenständigen Stadt: Nachdem im April 1967 aus den Gemeinden Havelse und Garbsen die größere Gemeinde Garbsen gebildet worden war und diese im Juli 1968 die Stadtrechte übertragen bekommen hatte, übernahm Karl-Heinz Strehlke zunächst die Aufgaben des stellvertretenden Bürgermeisters und wurde im Folgejahr am 29. August 1969 in das Amt des ebenfalls ehrenamtlich tätigen Bürgermeister gewählt.
Daneben engagierte sich Strehlke bald 17 Jahre als Vorsitzender des Garbsender Ortsverbandes des Deutschen Roten Kreuzes (DRK), wirkte zudem im Beirat der Sozial- und Diakoniestation. Als Mitglied im TuS Garbsen spielte er aktiv Fußball, engagierte sich ehrenamtlich in der örtlichen Arbeiterwohlfahrt (AWO) sowie im Schützenverein Garbsen.
Auf Initiative von Bürgermeister Strehlke, zugleich noch immer als Rektor der Grundschule Saturnring tätig, wurde die 1971 eröffnete IGS Garbsen als erster Schulversuch einer Integrierten Gesamtschule in Niedersachsen gestartet. Strehlke wirkte in der Planungsleitung für die IGS und begleitete den Schulversuch teilweise auch mit öffentlicher Kritik.
Als im damaligen Neubaugebiet Auf der Horst anfangs noch zu wenig Schulräume zur Verfügung standen, engagierte sich Strehlke mit hohem persönlichem Einsatz in den ersten Jahren um die Überwindung der Schulraumdefizite während der ersten Jahre, ohne dass die Schüler darunter zu leiden hatten: Nachdem Bürgermeister Strehlke gemeinsam mit dem Stadtdirektor Jan Höötmann einen zweistelligen Millionenauftrag zum Bau der IGS Garbsen unterzeichnet hatte, ohne dass die Stadt anfangs bereits ein Grundstück hierzu ausgewiesen hatte, wurde bald auch die Realschule Garbsen, das Johannes-Kepler-Gymnasium und der Förderschule Im Kleegrund errichtet. Im Jahr 1972 folgten das Hallenbad und das Freizeitheim Planetenring, 1973 die Ansiedlung des Einkaufszentrums der Stadt Garbsen.
In Strehlkes Amtszeit als Bürgermeister konnten junge Familien durch das Baulandprogramm der Kommune günstig Grundstücke in Garbsen erwerben. Die Mit durch Karl-Heinz Strehlke vorgenommene Grundsteinlegung der Musterhaussiedlung Eurobau, die bundes- und europaweit mediale Beachtung fand, begann 1981 zugleich die Erschließung von Garbsen-Mitte für die Wohnbebauung.
Bis zum 10. November 1981 agierte Karl-Heinz Strehlke mehr als 12 Jahre als Bürgermeister, übernahm dann während einer weiteren Wahlperiode erneut das Amt des stellvertretenden Bürgermeisters, bis er am 4. November 1986 nach mehr als zwei Jahrzehnten aus der aktiven Ratsarbeit ausschied. Dennoch blieb er „als Kenner der Stadt ein gefragter Ratgeber.“
Neben der Schaffung einer funktionsfähigen Infrastruktur suchte und hielt Strehlke Kontakt zu den Bürgern Garbsens, als Bürgermeister bei repräsentativen Anlässen, im Schützenverein Garbsen oder beispielsweise bei Karnevalsfeiern in der Mehrzweckhalle Berenbostel, während denen er humorvolle Büttenreden hielt.
Im September 1984 wurde Karl-Heinz Strehlke in Anerkennung seiner langjährigen ehrenamtlichen kommunalpolitischen Tätigkeiten sowie seines
vielfältigen ehrenamtlichen Wirkens in örtlichen Vereinen und Verbänden der Verdienstorden der Bundesrepublik Deutschland verliehen.
Strehlke war zudem Mitbegründer und Mitglied des örtlichen Heimatvereins. Er war Mitbegründer des Museumsvereins Garbsen und an der Einrichtung des Heimatmuseums an der Hannoverschen Straße beteiligt, wo er vielfach Führungen für Schüler- und für Erwachsenengruppen leitete. In den 1990er Jahren publizierte er mehrfach in der Schriftenreihe zur Stadtgeschichte des Stadtarchivs Garbsen, etwa über seine eigene Schulzeit während der Zeit des Nationalsozialismus, wirkte zudem an zwei Ortschroniken mit.
Im Jahr 2005 wurde Karl-Heinz Strehlke für sein herausragendes kulturelles Engagement mit der Verleihung des Kulturpreises der Stadt Garbsen geehrt.
2008 wurde Strehlke als erstem Bürger der Stadt Garbsen die Ehrenbürgerwürde verliehen.
Strehlkes letzter öffentlicher Auftritt in Garbsen erfolgte im Frühjahr 2014 während der Feierlichkeiten zum 40. Jahrestag der Gebietsreform in Niedersachsen bereits im Rollstuhl. Am 9. Juli desselben Jahres verstarb er nach langer Krankheit im Alter von 89 Jahren.

## Schriften (Auswahl)
- Dörfliches Leben im Kaiserreich. Streiflichter und Perspektiven aus der Rede zur Einweihung der Heimatstube Garbsen (= Schriftenreihe zur Stadtgeschichte, Heft 1), Garbsen: Stadt Garbsen, Kultur- und Sportamt, Stadtarchiv, 1992
- Meine Schulzeit im Dritten Reich. Mit einem Anhang von Rose Scholl: Nationalsozialistische Schulerziehung in Garbsen (= Schriftenreihe zur Stadtgeschichte. Stadt Garbsen., Heft 2), 60 Seiten, teilweise mit Abbildungen, Garbsen: Stadt Garbsen, Kultur- und Sportamt, Stadtarchiv, 1992
- Unter der Last des totalen Krieges. Lebenssituationen zwischen 1942 und 1945, Hrsg. vom Heimatverein Garbsen, Garbsen: Heimatverein Garbsen, 1995
- Die Geschichte der Kolonie in Seelze. Lebenssituationen in einer Arbeitersiedlung im Wandel der Zeiten; Hrsg.: Riedel-de Haën AG, Seelze, Seelze: Riedel-de Haën, 1997
- Wolfgang Junge (Red.), Karl-Heinz Strehlke et al.: 75 Jahre Turn- und Sportverein Garbsen von 1928 e.V., Hrsg.: TuS Garbsen von 1928 e.V. Garbsen: Turn- und Sportverein, 2003